# Цирк
Цирк (лат. circus) — переважно кругла будівля з ареною (манеж) і трибунами для глядачів. У цирку відбуваються видовища (називані також цирком), супроводжувані музичною ексцентрикою, які демонструють силу і відвагу циркових артистів (силачів, акробатів, повітряних гімнастів, жонглерів, еквілібристів, ілюзіоністів, фокусників, берейторів, вершників, велофігуристів, боротьби, муштрувальників свійських і приборкувачів диких тварин тощо) з інтермедіями-буфонадами клоунів, пантомімою і меломімою.
У древніх римлян цирк був місцем кінських перегонів і змагань в швидкості на колісницях, а згодом і деяких інших видовищ, які проходили у святкові дні і називалися ludi circenses.
Cirque du Soleil (в перекладі «Цирк Сонця») — яскравий представник сучасного жанру циркового мистецтва. Про цирк Сонця кажуть, що він вдихнув нове життя в циркове мистецтво. Налічує понад 4000 осіб, річна виручка цирку перевищує 600 млн доларів.

## Історія

### Китайський цирк
Китайське циркове мистецтво було відомо в Китаї ще з глибокої давнини. Найбільшу популярність акробатика отримала в VІІІ–V столітті до нашої ери. У період Весни й Осені (770–476 до н.е.) вона стала самостійним видом мистецтва, а циркові номери почали виконувати при дворі імператора та знаті. Найчастіше, ставилися вистави на міфологічні теми. У хроніці «Чуньцю» згадуються ліліпути, які у виставах піднімалися по вертикальній жердині.  
Без фехтування на мечах і списах, шпагоковтання і боротьби не обходилося жодне народне свято III ст. до н. е. Ці вистави називалися бай сі («сто ігор»), а також сань юе(«проста, невпорядкована музика»), що підкреслювало народний, базарний характер цих видовищ. Тривалий час залишався частиною музичного мистецтва.
Під час правління династії Тан (618–907) акробатичне мистецтво стає більш складним. Вистави вже проводилися в імператорських палацах. Танські фрески в печерах Дуньхуан зображують акробатів, співаків, танцюристів і наїзників. На чолі процесії іде людина, яка несе шест із чотирма акробатами, що показують різні трюки: рух по жердині, стійка на голові одного з учасників.
Під час занепаду зазначеної династії більшість акробатів лишили імператорський двір і ставили вистави для пересічного люду. Китайські акробати вийшли з простого народу, їхня творчість була тісно пов’язана з трудовою діяльністю, війнами та релігією. У багатьох акробатичних виставах традиційно застосовувалися зброя та різноманітне знаряддя праці: тризуби, ножі, обручі, мечі, а також предмети домашнього вжитку, а саме: стільці, столи, глечики, тарілки, чаші. Усі ці предмети використовувалися як опори в трюках.

### Римський цирк
У древніх римлян цирк (circus, «круглий будинок») — це одне з основних римських «видовищ», місце перш за все кінських перегонів і змагань у швидкості їзди на колісницях, а згодом і деяких інших видовищ (єдиноборства гладіаторів (включаючи венаторів — дресирувальників, формально теж вважалися гладіаторами, попри те, що вони не боролися), цькування звірів тощо), що відбувалися у відомі святкові дні і називалися ludi circenses. Цирк грав у Римі велику суспільну роль, що зберігалася також у перші століття Візантії.

### Середні століття

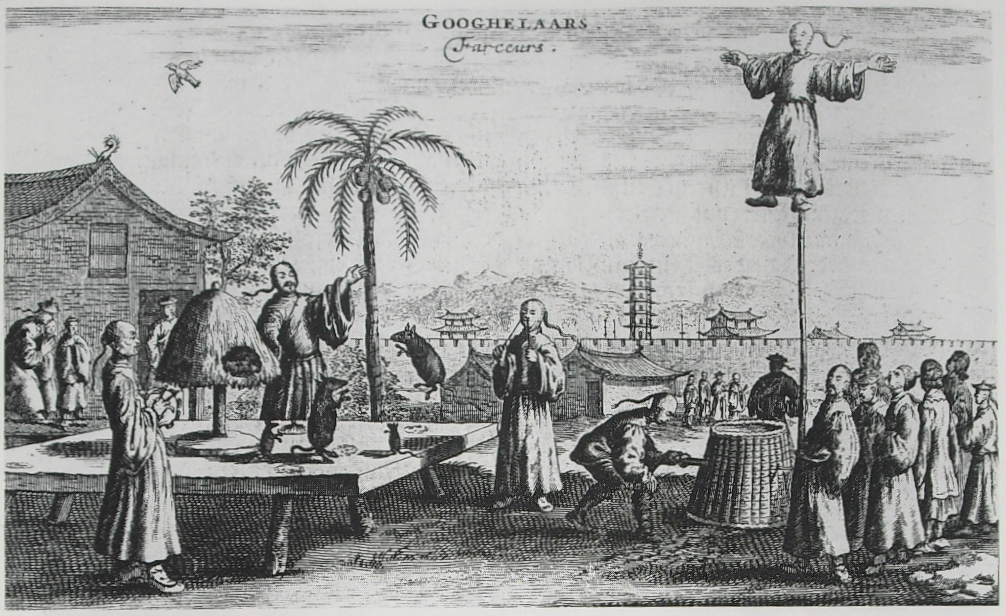
Бродячі циркачі в Китаї, бл.1655-57 гг.

Після розпаду Римської імперії цирк мало-помалу втратив своє значення головного місця для розваги народу. Онук Хлодвіга I, Хільперік I, король франків, побудував в Парижі і Суассоні цирки, де давалися народові різні вистави, але останні особливого успіху не мали, і тому цирки незабаром були закинуті і зламані. Значний розвиток містерій і театральних вистав у середньовіччя остаточно підірвали значення цирку як суспільного розваги.

### XIX століття

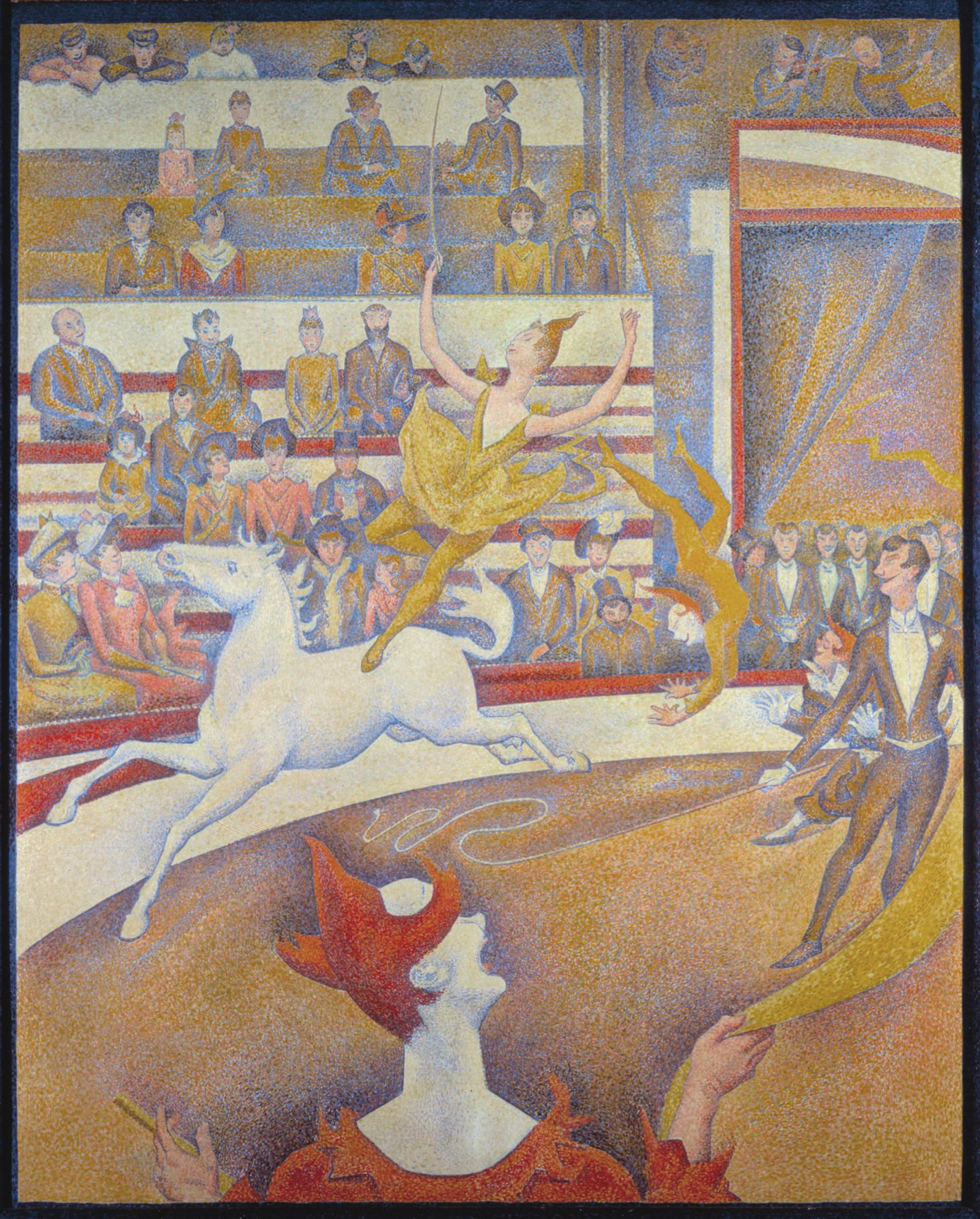
Жорж Сьора. Цирк. 1891

Цирк сучасного типу з'явився вперше лише в кінці XVIII століття по Франції. Творцями його з'явилися два англійські наїзника, батько і син Астлеї. У 1774 р. вони збудували в Парижі, в передмісті Temple, круглої залі, названу ними цирком, і стали давати тут вистави, що складалися з різних вправ на конях і акробатичних. Наступники Астлеїв, італійці Франконі, незабаром збудували новий цирк вже на 2700 чоловік. Вони ввели в програму вистав ще й пантоміми, а також боротьбу диких звірів між собою і з собаками. З Парижа циркові вистави незабаром поширилися по всій Європі.
У XIX столітті в цирках, незалежно від того, чи були вони вибудувані на 500 глядачів або на 5000, простір, що залишається для арени, мало одні й ті ж розміри. Пояснювалося це професійною необхідністю. Для кінного вольтижування й акробатики потрібно, щоб спина коня що біжить, була завжди під одним кутом до центру манежу. Цього можна домогтися, тільки підтримуючи чітко задану швидкість коня при певному діаметрі манежу. Дана умова вимагала уніфікації всіх манежів, на яких працювали кінні номери. Діаметр арени цирку в усьому світі однаковий і становить 42 фути, або 13 метрів. Арена цирку відокремлювалася від місць для публіки, що піднімаються навколо неї амфітеатром, невеликим, досить широким бар'єром, висота якого повинна була бути така, щоб кінь середнього зросту міг, поклавши копита передніх ніг на бар'єр, продовжувати рухатися задніми ногами по арені. У двох протилежних пунктах арени, покритих зазвичай шаром піску або тирси завтовшки в 6-8 см, цей бар'єр розбирався для утворення проходів при впуску і випуску коней; коли кінь був на арені, бар'єр був закритий.
Вистави із дресированими тваринами почали давати в цирку з кінця XIX ст. До кінця століття постійні цирки існували майже в усіх столицях і головних містах Західної Європи і Росії. Найкращими вважалися цирки Парижа (фр. Cirque d’hiver, Cirque d'été та інші). Крім того, по Західній Європі та Росії постійно кочували вельми значне число рухомих цирків. В Італії XIX століття не було постійних цирків, але більша частина найзначніших театрів була влаштована так, що партер міг бути перетворений на циркову арену. Найбільшого поширення цирки отримали в Іспанії, де зберігається з античності корида.

## Цирк в Україні

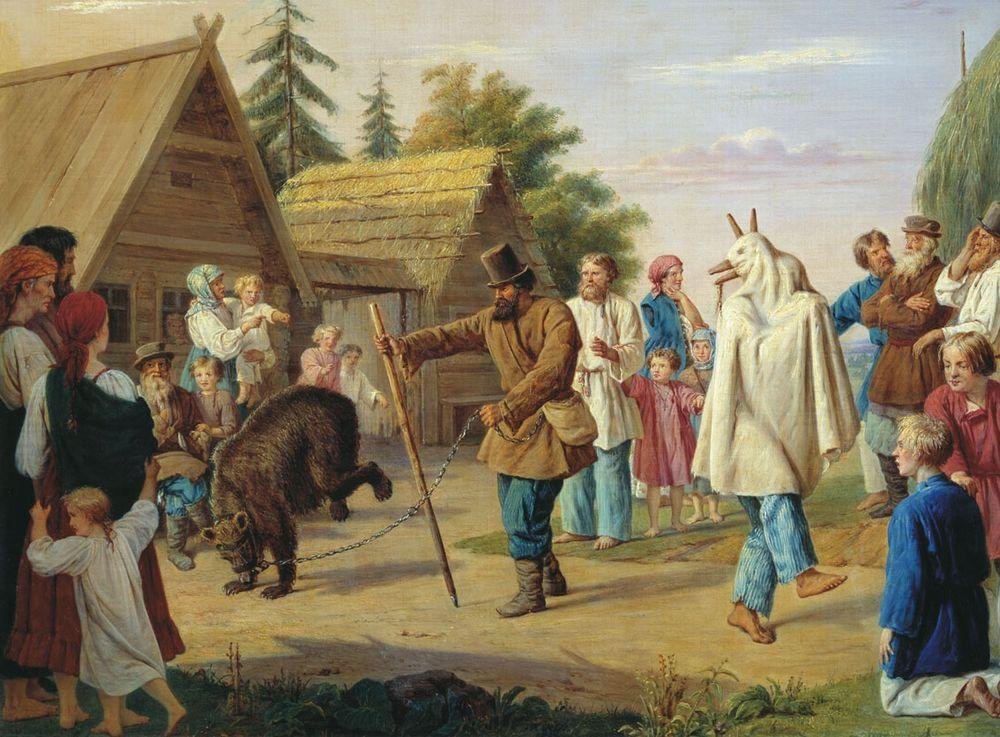
Картина — Скоморохи на селі

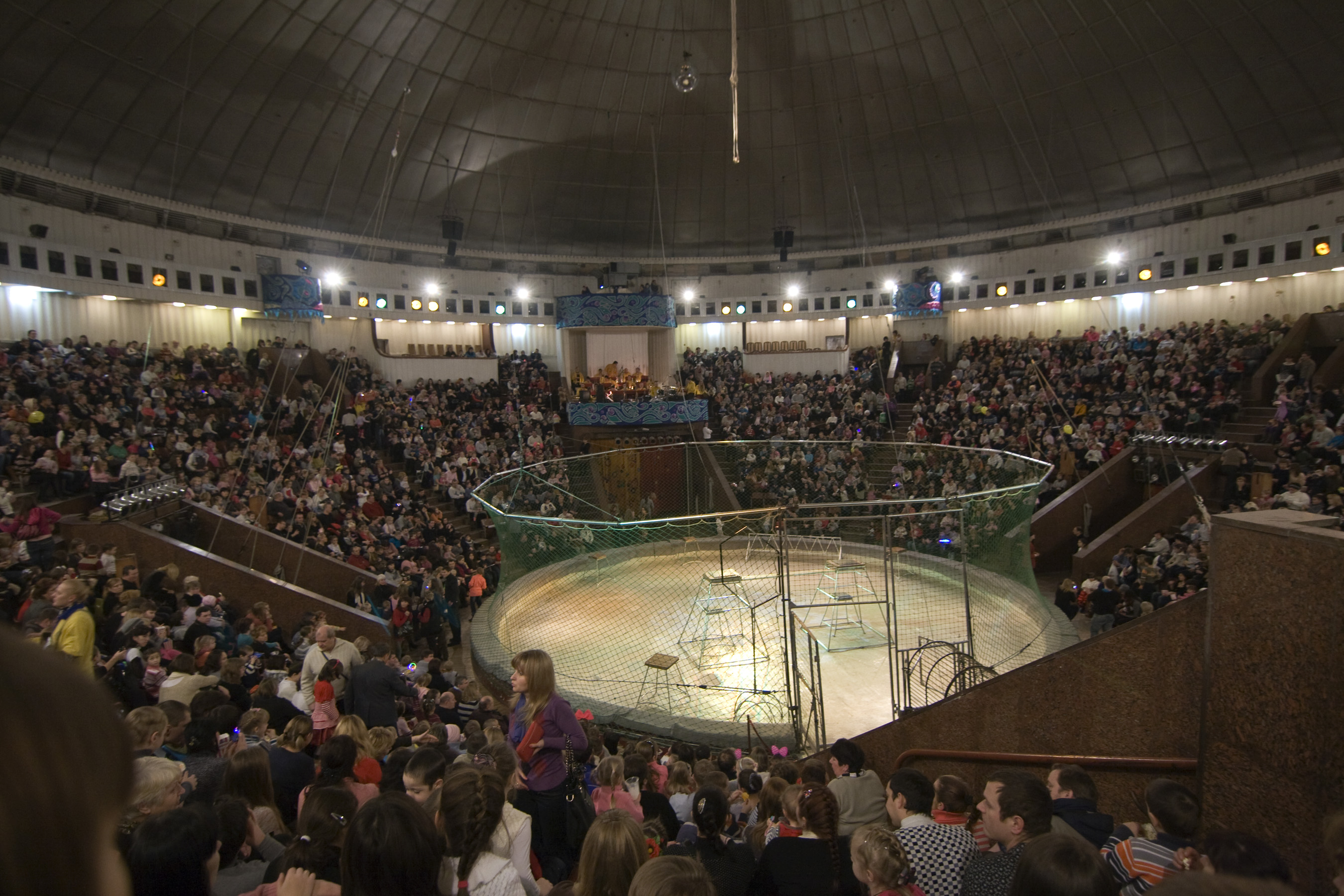
Перед виставою, Київський Цирк, січень 2013 р.

Попередниками цирку в Україні з 11 ст. були скоморохи, згодом ярмаркові балагани, жонґлери й цигани з ведмедями, у 18 — 19 ст. театралізовані кінні каруселі й інші кінні видовища, а з 19 ст. мандрівні цирки та звіринці. У кінці 19 — на початку 20 ст. з'являються стаціонарні цирки, найперше в Києві дерев'яний (1867), мурований цирк Берґоньє (1875) та ін., згодом у Харкові: дерев'яний цирк братів Микитиних (1883), 1886 модерний на свій час, на взірець паризького цирку Франконі, цирк Гріккє та у 1911 другий цирк на 5750 місць грека Муссурі. 1903 в Києві побудовано цирк, де показував муштрованих коней П. Крутіков, в Одесі діяв цирк С. Малевича. Крім стаціонарних, до 1914 в Російській Імперії працювало близько 100 мандрівних цирків. За радянської влади декретом з жовтня 1919 цирк націоналізовано й підпорядковано Наркомпросові. За цим декретом цирк мав «стати одним зі знарядь виховання нової людини, громадянина соціальної держави». Для складання циркових програм залучено письменників, режисерів театру, балетмайстрів, композиторів, сценографів і фізкультурників. Якийсь час для Київського і Харківського цирків працювали українські режисери Г. Юра (поставив українську водяну пантоміму «Бунтар Кармелюк»), В. Балабан, М. Крушельницький, В. Скляренко, композитори П. Майборода, А. Штогаренко, В. Серманич, М. Фореґґер, балетмайстер К. Голейзовський, декоратор Б. Ердман, фізкультурники О. і В. Ялови та ін. На провінційних аренах ставлено пантоміми «Тарас Бульба», «Ніч перед Різдвом». Світового визнання здобули українці борець І. Піддубний (шестикратний чемпіон світу) і клоун-акробат В. Лазаренко. 1954 в Харкові створено Перший український цирк, відкриття якого відбулося на київській арені прем'єрою «День народження». Український національний колектив репрезентував українське циркове мистецтво 1960 на Декаді української літератури й мистецтва в Москві. У виставах колективу український національний характер підкреслювано одягом, музикою, орнаментикою на реквізиті, поведінкою. Зокрема український характер мають антиподисти Микитюки (Світлана, Ганна і Франк), жонґлери Філіпенки (розігрують сценку за мотивами «Сорочинський ярмарок» М. Гоголя), гуцульські акробати під керівництвом В. Максимова, мистці фігурної їзди на мотоциклах П. Маяцький і Н. Сорокіна, акробати-вольтижери В. і В. Фоменки, подружжя Лисиненки, клоун з собачками Л. Мозговий, повітряні гімнасти 3. і М. Криленки, танцюристка на дроті Елла Косяченко та ін.

Київський цирк (1960)

1960 побудовано в Києві новий цирк на 2100 місць (архітектор А. Жуков), директор і мистецький керівник Б. Заєць. Тут з 1961 існує естрадно-циркова студія. Найстарішу циркову традицію має Харків. Чимало майстрів цирку починало свою мистецьку кар'єру на харківській арені, зокрема клоуни В. і В. Лазаренки, А. Дуров, О. Попов, харків'янка І. Бугримова, що понад 40 років працювала з левами, акробат, ексцентрик і еквілібрист П. Маяцький та ін. 1974 побудовано в Харкові новий цирк, будинок на понад 2 000 місць з сучасною технічною апаратурою, приміщеннями для коней, левів і слонів, спортивно-репетиторними залами, гардеробами тощо. Програми Харківського цирку театралізовані, там створюються нові циркові жанри: цирк на воді, цирк-ревю, цирк на льоду. Тематичні програми тогочасного українського цирку: «Арена дружби», «Парада чудес», «Веселі зірки», «Циркові сувеніри»; дитячі спектаклі: «Нові пригоди Снігуроньки і Золотого ключика», «Забавна казка» та ін. Головні режисери: Е. Зіскінд, Ф. Яшинов (1934—1982), В. Гамеров, диригент оркестру І. Додюк; циркові композитори Я. Френкель, А. Владимирцев. При цирку створено режисерську лабораторію. Старий харківський цирк перетворено на філію Всесоюзної дирекції підготови циркових програм, атракціонів і номерів (керівник Є. Зіскінд). Тут розроблено більші атракціони: «Гімалайські ведмеді», «Леви», «Африканські левивелетні», «Екзотичні тварини», «Серед хижаків» та ін.

Харківський цирк (1974)

Разом з стаціонарними цирками, в державній системі СРСР працювали пересувні цирки та циркові колективи, бригади. 1951 р. в Києві постала мистецька організація цирку на естраді, яка мала 13 колективів. Обслуговувала переважно села. З 1964 діє цирк на льоду. Кандидати циркового мистецтва фахову освіту здобувають в Харківському інституті мистецтв на режисерському факультеті. На міжнародному терені національні циркові бригади не репрезентують своїх країн, а окремі їхні майстри включаються у збірний колектив радянського цирку.

### Циркові тварини
За сучасними нормами, для циркових вистав використовуються лише ті тварини, які вилучені із дикої природи мінімум у третьому поколінні. Тобто вони звикли до людського оточення і не здатні жити у природних умовах. Національний цирк України слідкує за дотриманням даного правила у своїх стінах.

### Циркове дресирування
У процесі дресирування циркових тварин використовується заохочувальний, безбольовий принцип, завдяки якому тварини вивчаються годуванням та ласкавим поводженням з ними. Саме цей принцип відстоює Національний цирк України на чолі з Людмилою Олексіївною Шевченко, яка стверджує: «Якщо дресирувальник знущається над твариною, він не підходить цирку в принципі».

## Критика цирків
Останнім часом цирки все частіше піддаються критиці захисників тварин. Ними розкриваються факти, коли тварин дресирують з використанням жорстоких методів (звірів б'ють, морять голодом тощо). У цирках часто порушуються права тварин на свободу і захист від жорстокого поводження. Слони не працюють у цирках добровільно. Їх б'ють, саджають на ланцюг, молодих слоненят б'ють і морять голодом протягом місяця. Деяким видам диких тварин у цирках видаляють зуби, або накачують наркотиками. Нерідко в цирках виступають тварини, занесені до Червоної книги і здобуті браконьєрським способом. Циркові дикі тварини постійно отримують стрес при переїздах, нерідко тварин змушують брати участь у жорстоких номерах, наприклад, стрибати через палаючі обручі. Для того, щоб навчити ведмедя танцювати, його ставлять на розпечену металеву поверхню. Щоб не спалити собі лапи, ведмедю доводиться переступати з ноги на ногу, рефлекс закріплюється не єдиним таким уроком. Використання диких тварин у цирках заборонено в Австрії, Болівії, Боснії, Герцеговині, Перу, Ізраїлі, Британії, Коста-Риці, Сінгапурі, Болгарії, а також в деяких частинах США, Бразилії, Хорватії та Бельгії.
Особливій критиці екологів і зоозахисників піддаються пересувні цирки, де тварини утримуються у набагато гірших умовах, ніж в стаціонарних цирках. В 2016 р. у Львові і Дніпрі пересувні цирки з тваринами були заборонені рішеннями місцевих органів влади.
Першим цирком, який відійшов від стандартів і не використовує у шоу тварин, став канадський «Цирк дю Солей». Натомість у програмі є акробати, клоуни, фігуристи-екстремали тощо.
Деякі цирки, як альтернативу, використовують у шоу голограми тварин, наприклад німецький «Ронкаллі».

## Циркові артисти
Цирковий артист — артист, який бере участь в цирковій виставі.
До них належать: гімнасти, акробати, жонглери, дресирувальники, фокусники, клоуни та коміки, факіри та ін.

### Відомі циркові артисти
- Ґрок[en] (1880—1959)
- Чарлі Рівель (1896—1983)
- Румянцев Михайло Миколайович (псевдонім Карандаш) (1901—1983)
- Бугрімова Ірина Миколаївна (1910—2001)
- Нікулін Юрій Володимирович (1921—1997)
- Попов Олег Костянтинович (1930—2016)